# Brycon nattereri
A piracanjuva (Brycon nattereri), também chamada de piracanjuva-arrepiada e piracanjuvira, é um peixe da família dos caracídeos que habita o rio Paraná, na América do Sul.

## Etimologia
"Piracanjuva" vem da junção dos termos tupis pirá (peixe), kãg (osso) e yub (amarelo).